# Héctor Landazuri
Héctor Fabio Landazuri (Cali, Valle del Cauca, Colombia; 20 de agosto de 1983) es un exfutbolista colombiano. Jugaba de portero y actualmente es entrenador de porteros. 

## Trayectoria

### Deportivo Cali
Llega en diciembre del 2010 al cuadro azucarero para realizar la pretemporada unos días antes de comenzar la liga en 2011 es cesanteado por actos de indisciplina.

### 2016
Llegó esta temporada a Victoria por coincidencias del fútbol porque cuando salió de su país iba a jugar en México con San Luis Potosí, sin embargo con la salida del técnico potosino todo se vino abajo. Su representante del cual prefirió omitir su nombre lo dejó a la deriva en el país azteca. Durante su estadía de 25 días en La Ceiba fue víctima de robo, perdió su ropa y celular. Un día antes de regresar a Colombia es contactado por el Victoria al cual decide ir, cuenta Landazuri que tuvo que ir de México a Honduras en bus. Jugó para el Victoria de la Liga Nacional de Honduras.

### 2018

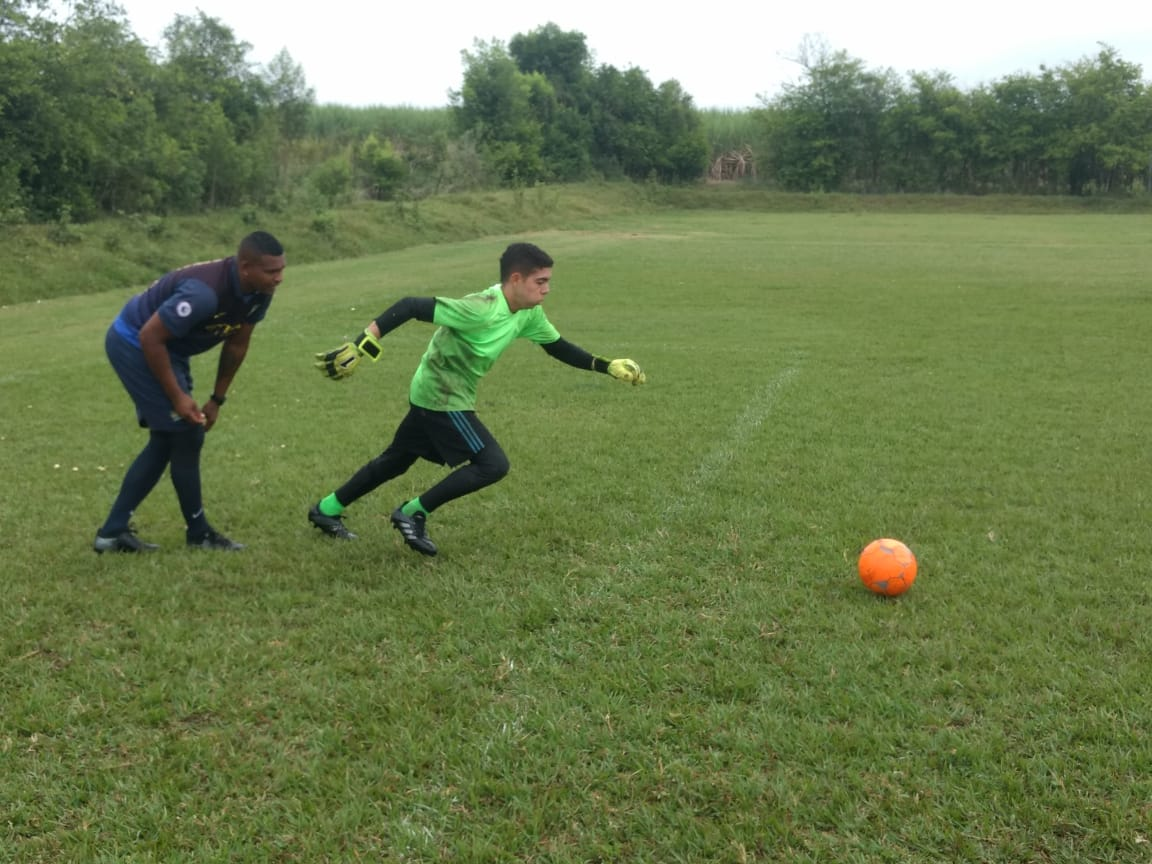

Actualmente es consultor/entrenador  de porteros de diversos clubes de Cali, entrenador personalizado, y participa, por la Liga Vallecaucana de fútbol, como entrenador de porteros de la divisa Supercolor FC /QAC, la cual disputa la Semifinal de la Copa Telepacífico 2018.

## Selección nacional
Con la Selección Colombia hizo parte del equipo que logró el tercer lugar en la Copa Mundial de Fútbol Juvenil de 2003 disputada en los Emiratos Árabes Unidos.
El 9 de mayo de 2007 debutó con la Selección Colombia de mayores en la victoria de 4-0 frente a Panamá. En esa ocasión fue convocado por Jorge Luis Pinto en preparación para la Copa América 2007.

### Participaciones en Copas del Mundo
| Mundial                     | Sede                   | Resultado    | Partidos |
| --------------------------- | ---------------------- | ------------ | -------- |
| Copa Mundial Sub-20 de 2003 | Emiratos Árabes Unidos | Tercer lugar | 7        |

## Clubes
| Club                   | País                | Año                 | Partidos |
| ---------------------- | ------------------- | ------------------- | -------- |
| Envigado F.C.          | Colombia            | 2003–2004           | 20       |
| Once Caldas            | Colombia            | 2005 - 2010         | 126      |
| Deportivo Cali         | Colombia            | 2011                | 0        |
| Atlético Bucaramanga   | Colombia            | 2011                | 16       |
| Sporting San Miguelito | Panamá              | 2011                | ?        |
| La Paz FC              | Bolivia             | 2012                | 6        |
| Boyacá Chicó           | Colombia            | 2013                | 19       |
| Victoria               | Honduras            | 2016                | 10       |
| Total en su carrera    | Total en su carrera | Total en su carrera | 197      |

## Palmarés

### Campeonatos nacionales
| Título          | Club        | País     | Año  |
| --------------- | ----------- | -------- | ---- |
| Torneo Apertura | Once Caldas | Colombia | 2009 |